# وورکینگتون
latitudeوورکینگتونcoordinates_formatوورکینگتونlongitudeوورکینگتون
وورکینگتون (به انگلیسی: Workington) یک منطقهٔ مسکونی در انگلستان است که در شمال غربی انگلستان واقع شده‌است.

## خصوصیات
وورکینگتون ۲۵٬۲۰۷ نفر جمعیت دارد.